# Geiersberg (Berg)
Geiersberg ist ein Gemeindeteil der Gemeinde Berg im Landkreis Hof (Oberfranken, Bayern).

## Geographie
Der Weiler befindet sich an der Südwestflanke eines Berges nördlich von Berg und westlich der Bundesautobahn 9 in einem landwirtschaftlich genutzten Gebiet.